# Айхгорн, Кристоф
Кристо́ф А́йхгорн (Айххорн) (встречается также Айкхорн; нем. Christoph Eichhorn; род. 8 сентября 1957, Кассель) — немецкий актёр и режиссёр.

## Биография

### Актёр
Кристоф Айхгорн родом из театральной семьи — его отец немецкий актёр Вернер Айхгорн. В театре г. Бохум с 1972—1977. На его сцене Кристоф Айхгорн играл в спектаклях таких режиссёров, как Вернер Шрётер, Петер Цадек, Роза фон Праунхайм, Жером Савари.
В кино — с 1972 года: небольшая роль в фильме «Нежность волков» (нем. Die Zärtlichkeit der Wölfe), реж. Улли Ломмель. В этом фильме также в эпизоде сыграл актёр, режиссёр, сценарист Райнер Вернер Фасбиндер, мировая известность которого тогда ещё только набирала обороты.
В 1981 году сыграл Ганса Касторпа в экранизации известного романа Томаса Манна «Волшебная гора» (нем. Der Zauberberg), реж. Ханс В. Гайссендёрфер (нем. Hans W. Geißendörfer). Эта роль принесла известность, а также позволила продемонстрировать его широкие актёрские способности.
В последующие годы Айхгорн сыграет множество ролей в фильмах и популярных телесериалах. Российскому зрителю знакома одна из его работ — роль короля Швеции Карла XII в мини-сериале 1986 года Пётр Великий (англ. Peter the Great (TV Series)), реж. М. Дж. Чомски и Л. Шиллер. В этой ленте Кристоф Айхгорн играл вместе с прославленными актёрами, в их числе Максимилиан Шелл, Лоренс Оливье, Урсула Андресс, Наталья Андрейченко, Ханна Шигулла, Всеволод Ларионов, Ванесса Редгрейв, Омар Шариф, Борис Плотников, Роман Филиппов, Борис Щербаков и многие другие. На российском телеэкране Кристофа Айхгорна можно увидеть в сериалах «Место преступления» (нем. Tatort), «Деррик», «Закон Вольфа» (нем. Wolffs Revier), «Клоун» (нем. Der Clown), «Тайна Сагалы» (нем. Das Geheimnis des Sagala) и др.
Его голос звучит в радиопостановках и спектаклях на CD.

### Режиссёр
С 1980 года один за другим выходят несколько короткометражных фильмов, отмеченных Берлинским кинофестивалем. Почти во всех из них Кристоф Айхгорн выступит как исполнитель главных ролей; к некоторым из своих работ он сам напишет сценарии.
В 1988 — полнометражный фильм «Jenseits von Blau» (Beyond the Blue), а в 1995 — «Der Mann auf der Bettkante» по роману Эвелин Хольст «Мужчина на краю постели».
С середины 1990-х годов до настоящего времени в качестве режиссёра занимается преимущественно съёмками детективных телесериалов.

## Фильмография (Выборочно)

### Актёр
- 1972 — Нежность волков / нем. Die Zärtlichkeit der Wölfe
- 1979 — Ein Kapitel für sich
- 1979 — Neonschatten
- 1980 — Kaiserhofstraße 12
- 1980 — Luftwaffenhelfer
- 1982 — Die Chance
- 1982 — Волшебная гора / нем. Der Zauberberg
- 1985 — Die Frau mit den Karfunkelsteinen
- 1986 — Пётр Великий / Peter, der Große / Peter, the Great
- 1987 — Die Geierwally
- 1989 — Hard Days, Hard Nights
- 1990 — нем. Stauffenberg — Verschwörung gegen Hitler
- 1991 — нем. Ende der Unschuld
- 1991 — Begräbnis einer Gräfin
- 1993 — Rosenemil
- 1994 — Tödliches Erbe
- 1995 — нем. Großstadtrevier (5 эпизодов)
- 1985-1995 — Деррик / Derrick (7 эпизодов)
- 1978-1996 — нем. Der Alte (6 эпизодов)
- 1997 — Тайна Сагалы / нем. Das Geheimnis des Sagala
- 2000 — Die Erika und Klaus Mann Story

### Режиссёр
- 1980 — Freia und Ferry
- 1981 — Dirnenschicksal
- 1982 — Die Chance
- 1984 — Versuchsreiche Alraune
- 1985 — Ein Wort fur das Andere
- 1988 — Der Weg Zum Ruhm
- 1988 — Jenseits von Blau
- 1995 — Der Mann auf der Bettkante
- 1996 — Спецотряд «Кобра 11» / Alarm für Cobra 11 — Die Autobahnpolizei
- 1998 — нем. Im Namen des Gesetzes
- 2001 — Die Kumpel
- 2002 — Denninger — Der Mallorkakrimi
- 2002-2003 — нем. Balko
- 2002-2009 — «Криминальный кроссворд» («Зондеркоманда Лейпцига») / нем. SOKO Leipzig
- 2007-2010 — нем. Ein Fall für Zwei
- 2007-2010 — нем. Ki.Ka-Krimi.de / Erfurt
- 2010 — нем. SOKO Stuttgart
- 2010 — нем. SOKO Köln

## Награды
Режиссёр
2010 сентябрь Приз Robert-Geisendörfer-Preis.
Сериал «KRIMI.DE/Erfurt»; серия «rEchte Freunde».
2009 ноябрь Приз Emil (Kinderfernsehpreis).
Сериал «KRIMI.DE/Erfurt»; серия «Chatgeflüster».
2009 Приз фестиваля детских фильмов нем. Goldener Spatz («Золотой воробей»).
Сериал «нем. KRIMI.DE/Erfurt»; серия под названием «Chatgeflüster».
 2008 Приз имени Эриха Кестнера.
Сериал «KRIMI.DE/Erfurt»; серия «Kein zurück» («Нет пути назад»).
 2008 Приз фестиваля детских фильмов «Goldener Spatz» («Золотой воробей»).
Сериал «KRIMI.DE/Erfurt»; серия «Flinke finger» («Ловкие пальцы»).